# کگل
کگل (انگلیسی: Kaggle) بزرگ‌ترین جامعه مهندسان داده و یادگیری ماشینی است. کگل با ارائه خدمات یادگیری ماشین در حال حاضر یک پلت فرم داده عمومی، یک میز کار بر پایه ابر برای علوم داده و شکل کوتاه آموزش هوش مصنوعی ارائه می‌دهد. در ۸ مارس ۲۰۱۷ گوگل اعلام کرد که آن‌ها دارند کگل را تصاحب می‌کنند.
کگل، زیرمجموعه ای از گوگل، یک انجمن آنلاین از دانشمندان داده و تمرین کنندگان یادگیری ماشین است. کگل به کاربران امکان می‌دهد مجموعه داده‌ها را پیدا کرده و منتشر کنند، مدل‌ها را در محیط علم داده مبتنی بر وب کشف کرده و بسازند، با سایر دانشمندان داده و مهندسان یادگیری ماشین کار کنند و برای حل چالش‌های علم داده در مسابقات شرکت کنند.
Kaggle در سال ۲۰۱۰ با ارائه مسابقات یادگیری ماشین شروع به کار کرد و اکنون همچنین یک پلت فرم داده عمومی، یک میز کار مبتنی بر ابر برای علم داده و آموزش هوش مصنوعی ارائه می‌دهد. پرسنل اصلی آن آنتونی گلدبلوم و جرمی هوارد بودند. نیکلاس گروئن رئیس بنیانگذار بود و مکس لوچین جانشین او شد. حقوق صاحبان سهام در سال ۲۰۱۱ جمع‌آوری شد و ارزش شرکت را ۲۵ میلیون دلار اعلام کرد. در ۸ مارس ۲۰۱۷، گوگل اعلام کرد که در حال خرید کگل هستند.

## تاریخچه
در ژوئن ۲۰۱۷، کگل اعلام کرد که یک میلیون کاربر ثبت‌نام‌شده (Kagglers) دارد. این جامعه ۱۹۴ کشور را در بر می‌گیرد که بزرگ‌ترین و متنوع‌ترین جامعه اطلاعاتی در سراسر جهان است و کارفرمایان ویژه هوش مصنوعی اغلب آن‌هایی را که پروفایل‌های قوی تری دارند استخدام می‌کنند.
رقابت‌های Kaggle به‌طور منظم بیش از هزار تیم و فرد را جذب می‌کند. جامعه Kaggle هزاران مجموعه داده عمومی و کد (به نام " هسته‌های " در Kaggle) دارد. بسیاری از پژوهشگران مقالاتشان را براساس عملکردشان در رقابت‌های Kaggle منتشر می‌کنند.
تا مارس ۲۰۱۷، «صندوق سرمایه‌گذاری دو سیگما» بر روی Kaggle رقابت‌هایی برای الگوریتم‌های تجاری برگزار می‌کرد.

## خدمات کگل
- رقابت‌های یادگیری ماشین: اولین محصول کگل بود و هنوز هم مشهور است.
- کرنل کگل:محیط کار بر پایه ابر برای دانش داده‌ها و یادگیری ماشین.
- مجموعه داده‌های عمومی: اعضای جامعه مجموعه داده را با یکدیگر به اشتراک می‌گذارند.
- یادگیری کگل: برای آموزش کوتاه مدت آلفازیرو
- هیئت مدیره: کارفرمایان یادگیری ماشینی

## مسابقات کگل چگونه کار می‌کنند
1. میزبان، نوع رقابت داده‌ها و توصیف مسئله را آماده می‌کند.
2. شرکت کنندگان با تکنیک‌های مختلف آزمایش‌ها خود را انجام می‌دهند و برای تولید بهترین مدل‌ها رقابت می‌کنند. کار به‌طور عمومی از طریق کرنل کاگل برای دستیابی به یک معیار بهتر و الهام بخشیدن به ایده‌های جدید به اشتراک گذاشته می‌شود.
3. بعد از پایان مهلت، میزبان رقابت، جایزه نقدی را در ازای «یک مجوز جهانی، ابدی، برگشت‌ناپذیر و حق آزادی» برای استفاده از «کار برنده»، یعنی الگوریتم، نرم‌افزار ودارایی‌های معنوی مرتبط، که «غیر انحصاری» است، پرداخت می‌کند.

علاوه بر رقابت‌های عمومی، که کگل را به شرکت کنندگان برتر محدود می‌کند، یک ابزار رایگان برای معلمان علوم داده برای ارائه مسابقات آموزشی در شطرنج را هم ارائه می‌دهد.

## تأثیر مسابقات کگل
از زمانی که این شرکت تأسیس شد، کگل صدها مسابقه در زمینه ماشین‌های یادگیری اجرا کرد. این مسابقه‌ها باعث بسیاری از پروژه‌های موفقیت‌آمیز شد که از جمله آن می‌توان به پیشرفت‌های مهم در تحقیقات HIV، رتبه‌بندی شطرنج و پیش‌بینی ترافیک اشاره کرد. جفری اورست هینتون و جورج دال از شبکه‌های عصبی عمیق برای پیروزی در مسابقه‌ای که به میزبانی مرک بود، استفاده کردند. ولم مین (یکی از دانش آموزان هینتون) از شبکه‌های عصبی عمیق برای برنده شدن در مسابقاتی به میزبانی آزدونا، استفاده کرد. این مسئله به نشان دادن قدرت شبکه‌های عصبی عمیق کمک کرد و منجر به تکنیکی شد که سایر افراد در جامعه کگل از آن استفاده کردند. تیانکی چن از دانشگاه واشینگتن از کگل برای نشان دادن قدرت Xgboost استفاده کرد. این روش در آن زمان به عنوان یکی از روش‌های اصلی برای برنده شدن در رقابت‌های کگل از جنگل تصادفی برداشته شده بود. چندین مقاله علمی بر اساس یافته‌های انجام شده در مسابقات کگل منتشر شده‌است.